# Christine Duteurtre
Christine Duteurtre (née en 1971) est une photographe française.

## Biographie
Photographe attachée à la Normandie, la manchoise Christine Duteurtre collabore à de nombreux magazines de décoration et d'art de vivre, tel Maisons normandes ou encore Maisons de campagne tout en réalisant de beaux livres.
Christine Duteurtre fait partie de la Société des auteurs de Normandie.

## Ouvrages, collections, expositions
- Intérieurs de demeures en Cotentin, Isoète, décembre 2005  (ISBN 978-2-9139-2069-9)
- Christine Duteurtre (préf. Maurice Lecœur), Art de vivre en Cotentin, Cherbourg-Octeville, Isoète, novembre 2006 (ISBN 9782913920569)
- Valognes au fil du temps, avec Charly Guilmard au texte, préface d'Yves Pouliquen, Isoète, 2007  (ISBN 2913920470)
- Val de Saire, Isoète, texte de Maurice Lecœur, mai 2009  (ISBN 291-3-920837)